# Черносотенцы

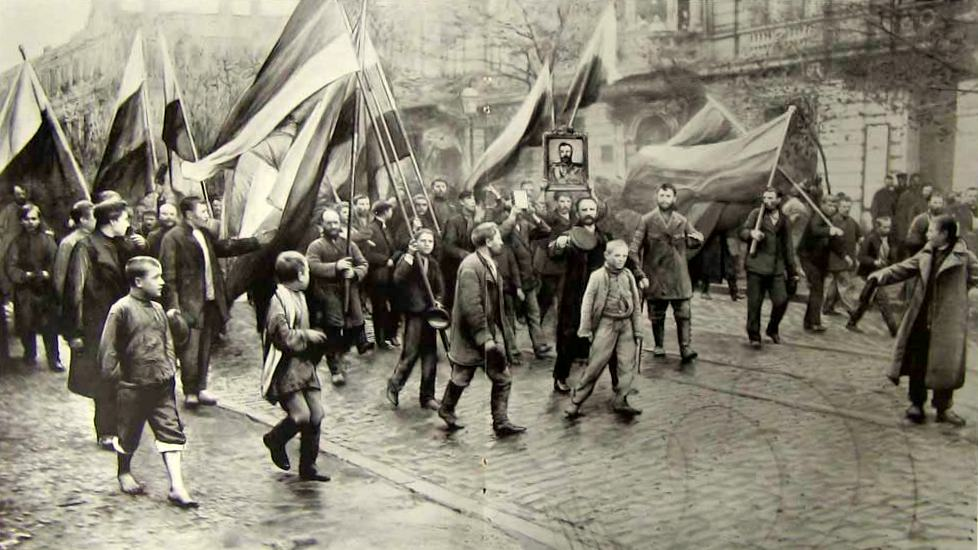
Демонстрация черносотенцев в Одессе вскоре после объявления Манифеста 17 октября, 1905

Черносо́тенцы, чёрные со́тни, черносо́тенство — собирательное название представителей крайне правых лоялистских групп и организаций в России в 1905—1917 годах, во время и после Революции 1905 года, выступавших с позиций русского национализма под лозунгами самодержавия и православия.
Черносотенцы включали в себя реакционные, контрреволюционные и антисемитские группы, которые с потворства властей осуществляли насилие против либералов, социалистов и евреев, нападали на революционные группы и совершали еврейские погромы и организовывали политические убийства. Наиболее известным их лозунгом был «Бей жидов, спасай Россию!».
Черносотенное движение не представляло собой единого целого и включало различные объединения, такие как «Русская монархическая партия», «Чёрные сотни», «Союз русского народа» (Александра Дубровина), «Союз Михаила Архангела» и др.
Социальную основу этих организаций составляли разнородные элементы: помещики, представители крупной и мелкой городской буржуазии, духовенства, купцы, крестьяне, рабочие, мещане, ремесленники, казаки, полицейские чины, выступавшие за сохранение незыблемости самодержавия на основании уваровской формулы «Православие, самодержавие, народность».
Большинство официальных лиц относились к деятельности «Союза русского народа» со скептицизмом или недоверием. Главным исключением был сам царь. Готовность Николая II принять почётное членство в организации и поддерживать с ней символические контакты способствовала его личной дискредитации.
После Февральской революции все черносотенные организации в России были запрещены.
Ряд позднесоветских и постсоветских радикальных православных монархических националистических групп может именоваться черносотенцами, поскольку разделяет идеи этого движения начала XX века.

## Термин
Первоначально называли себя «истинно русскими», «патриотами» и «монархистами», но затем, благодаря Владимиру Грингмуту, быстро адаптировали прозвище «чёрная сотня», возведя его происхождение к нижегородским «чёрным (низовым) сотням» Кузьмы Минина, которые вывели Россию из состояния Смутного времени.
В 1905—1907 годах во время революции термин «чёрная сотня» вошёл в широкое употребление в левых кругах в значении ультраправых политиков, антисемитов и погромщиков, в то время как «в среде правых подчёркивалась роль чёрных сотен в победе сил Второго ополчения 1611—1612». В «Малом толковом словаре русского языка» Петра Стояна (1915) черносотенец, или черносотенник, — «русский монархист, консерватор, союзник». В советской историографии черносотенцами считались «ретрограды, спекулирующие на невежестве и ужасном социальном положении народа, стремящиеся всеми правдами и неправдами удержать рушащееся ветхое здание царизма».

## Идеология
Идеальной политической организацией народа черносотенцы считали единое общенародное государство с одной правящей группой и одним лидером. Их позиция по данному вопросу была сходной с той, которую позднее заняли немецкие нацисты, выдвинувшие лозунг: «Один народ, один рейх, один фюрер».
Программа «Союза русского народа» основывалась на демагогических призывах «За Веру, Царя и Отечество» и «Россия для русских». СРН призывал Николая II восстановить полноту самодержавия, которая, по их представлениям, в патриархальном союзе связывала его с народом. СРН выступал против парламентской демократии, и действия ее депутатов в Государственной думе, в первую очередь Владимира Пуришкевича, были направлены на дискредитацию системы и ее неработоспособность. СРН был враждебен к «нелояльным» национальностям, таким как поляки, и питал особую неприязнь к евреям. Опираясь на существующие течения российского антисемитизма, Союз обвинял евреев практически во всех социальных и политических бедах России. Он вел войну против евреев и их союзников в Думе, которые по мнению СРН, стремились поработить Россию, сговорившись создать демократическую республику.
В сфере экономики черносотенцы выступали за многоукладность. Часть черносотенных экономистов предлагала отказаться от товарного обеспечения рубля. Черносотенцы противопоставляли себя марксизму и не признавали марксистского понимания истории.

## История
Первой организацией черносотенного толка стало «Русское собрание», созданное в 1900 году.
Движение было организовано после октября 1905 года с образованием лоялистских правых групп; наиболее важной из них был «Союз русского народа» (СРН), основанный 8 ноября 1905 года и возглавляемый Александром Дубровиным. СРН представлял собой первую успешную попытку создания движения, лояльного идее самодержавного государства, членство в котором преодолевало барьеры классов и сословий. СРН успешно организовал местные отделения по всей империи и поглотил или сотрудничал с аналогичными органами в провинциях. Организационная активность СРН позволила ей продвинуть в Государственную думу ряд депутатов. Однако в результате внутренних распрей к 1910 году Союз раскололся на три фракции: основную СРН во главе с Николаем Марковым, «Союз Михаила Архангела» Владимира Пуришкевича; и отколовшуюся группу Дубровина — «Истинный Союз русского народа».
По мнению ряда учёных, участие известных деятелей в черносотенных организациях было впоследствии существенно преувеличено. Так, доктор философских наук, профессор Сергей Лебедев считает, что «Современные правые… любят увеличивать этот и без того длинный список за счёт тех деятелей русской культуры, которые формально не состояли в черносотенных союзах, но не скрывали свои правые взгляды. К ним относятся, в частности, Д. И. Менделеев, художник В. М. Васнецов, философ В. В. Розанов…».
Черносотенное движение в разное время публиковало газеты «Русское знамя», «Земщина», «Почаевский листок», «Колокол», «Гроза», «Вече». Черносотенные идеи проповедовались также в крупных газетах «Московские ведомости», «Киевлянин», «Гражданин», «Свет».
В октябре 1906 года различные черносотенные организации провели в Москве съезд, где была избрана Главная управа и провозглашено объединение под эгидой организации «Объединённый русский народ». Объединения фактически не произошло, и уже через год организация прекратила своё существование.
Небольшие по численности черносотенные организации умели, тем не менее, создавать видимость всенародной поддержки монархии. Так, незадолго до Февральской революции, когда председатель IV Государственной думы Михаил Родзянко попытался обратить внимание царя на растущее в стране недовольство, Николай II показал ему большую пачку телеграмм черносотенцев и возразил: «Это неверно. У меня ведь тоже есть своя осведомлённость. Вот выражения народных чувств, мною ежедневно получаемые: в них высказывается любовь к царю». Особенно убедительно действовали верноподданнические телеграммы черносотенцев на императрицу Александру Фёдоровну.
К началу Первой мировой войны в Юго-Западном крае проживало больше членов монархических союзов, чем во всех остальных регионах империи. Почаевский отдел Союза русского народа, созданный монахами Почаевской лавры, насчитывал более 100 тысяч человек в 1907 году и в последующие годы продолжал открывать новые местные организации. К 1917 году массовое крестьянское черносотенное движение Юго-Западного края исчезло с политической арены.
Члены СРН с одобрения Дубровина организовали ряд политических убийств, наиболее заметными из которых были убийства депутатов Государственной думы Михаила Герценштейна и Григория Иоллоса. Хотя оба были еврейского происхождения, их политическая деятельность, по-видимому, была главным мотивом их убийства.
После Февральской революции 1917 года черносотенные организации были запрещены и частично сохранялись на подпольном положении. Во время Гражданской войны многие видные лидеры черносотенцев примкнули к Белому движению. Некоторые видные черносотенцы со временем примкнули к различным националистическим организациям.

## Роль в погромах

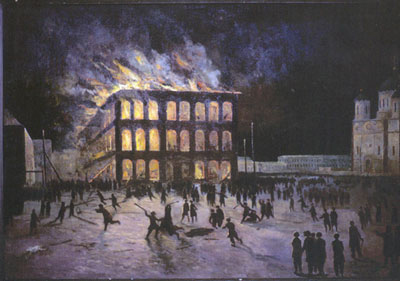
Черносотенный погром 1905 года в Томске. Владимир Вучичевич-Сибирский

Черносотенцев часто называют организаторами антиеврейских и антиреволюционных погромов, сопровождавших революцию 1905 года, а также происходивших позднее. Однако самые масштабные погромы 1905 года предшествовали формальному созданию движения и, по-видимому, были стихийными столкновениями между лояльными «патриотами» и демонстрантами, которые приветствовали Октябрьский манифест 1905 года и к развитию революции. После 1905 года и часто при помощи местных чиновников СРН организовала «боевые дружины», призванные запугивать врагов и бороться с революционной деятельностью. Если эти боевые дружины и не организовывали погромы в широких масштабах, они создавали среду, которая поощряла эти акции, а члены дружин были частыми участниками таких беспорядков. Члены «Чёрной сотни» с неофициального одобрения правительства проводили рейды против различных революционных групп и погромы, в том числе против евреев.

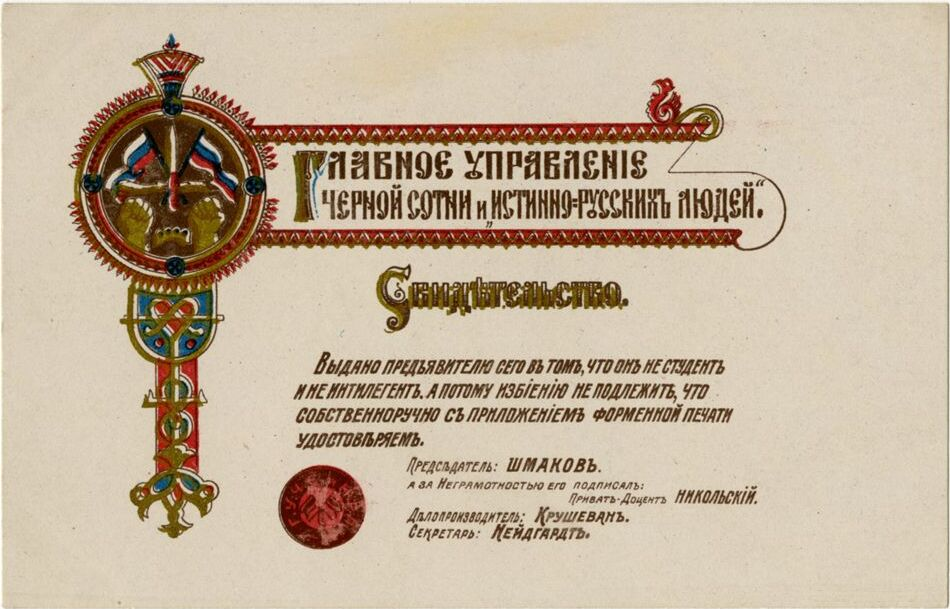
Сатира на членский билет черносотенных организаций: «Выдано предъявителю сего въ томъ, что онъ не студентъ и не интеллигентъ. А потому избіенію не подлежитъ»

Исследователь «чёрной сотни» историк Максим Размолодин считает, что этот вопрос является дискуссионным и требует дальнейшего изучения. Черносотенные организации начали своё формирование не до, а после первой, самой сильной волны погромов. Доктор исторических наук историк черносотенного движения Сергей Степанов пишет, что в последующий период орудием черносотенного террора стали боевые дружины «Союза русского народа» и других крайне правых организаций. Размолодин утверждает, что по мере разворачивания деятельности черносотенных организаций волна погромов начала спадать, на что указывали многие видные деятели данного движения и признавали политические противники.
Черносотенные организации наиболее активно действовали в регионах со смешанным населением (на территории современных Украины, Белоруссии и в 15 губерниях «черты еврейской оседлости»), где было сосредоточенно более половины всех членов «Союза русского народа» и других черносотенных организаций. После организации черносотенного движения было зафиксировано всего два крупных погрома. Оба они произошли в 1906 году на территории Польши (Белосток, Седльце) где русские черносотенцы не имели большого влияния.
Лидеры черносотенного движения и уставы организаций декларировали законопослушный характер движения и осуждали погромы. В частности, председатель «Союза русского народа» А. И. Дубровин в специальном заявлении в 1906 году определил погромы как преступление. Хотя борьба с «еврейским засильем» была одной из основ движения, но его лидеры разъясняли, что она должна вестись не насилием, а экономическими и идеологическими методами, то есть преимущественно усилением дискриминации евреев. Погромы в 1906—1907 годах в основном устраивали уголовные элементы, жаждущие наживы, включая некоторые боевые дружины черносотенцев, слабо контролируемые СРН. Размолодин утверждает, что черносотенными газетами, при общей антисемитской направленности, не было опубликовано ни одного прямого призыва к еврейскому погрому.
Тем не менее, Сергей Степанов утверждает, что программные документы и реальная деятельность сильно различались между собой. Существуют факты, свидетельствующие об активной пропаганде черносотенцами антиреволюционного насилия. Джон Дойл Клир и Шломо Ламброзо приводят слова М. Дубровина, произнесённые перед 300 членами одесской организации СРН:

Истребление бунтовщиков — святое русское дело. Вы знаете, кто они, и где их искать… Смерть бунтовщикам и евреям!.
Оригинальный текст (англ.)The Holy Russian cause is the extermination of the rebels. You know who they are and where to find them… Death to the rebels and the Jews.

## Террор против «чёрной сотни»
Радикальными социалистическими партиями была развёрнута кампания террора против «чёрной сотни». Лидер социал-демократов В. И. Ленин писал в 1905 году:
Отряды революционной армии должны тотчас же изучить, кто, где и как составляет чёрные сотни, а затем не ограничиваться одной проповедью (это полезно, но этого одного мало), а выступать и вооружённой силой, избивая черносотенцев, убивая их, взрывая их штаб-квартиры и т. д. и т. п.
 По поручению Петербургского комитета РСДРП было осуществлено вооружённое нападение на чайную «Тверь», где собирались рабочие Невского судостроительного завода, состоявшие членами Союза русского народа. Сначала большевистскими боевиками были брошены две бомбы, а затем выбегавших из чайной расстреливали из револьверов. Большевиками были убиты двое и ранены пятнадцать человек.
Революционные организации осуществили множество террористических актов против членов правых партий, преимущественно против председателей местных отделов Союза русского народа. Так, по сведениям департамента полиции, только в марте 1908 года в одной Черниговской губернии в городе Бахмаче была брошена бомба в дом председателя местного союза СРН, в городе Нежине был подожжён дом председателя союза, причём погибла вся семья, в селе Домьяны убит председатель отдела, в Нежине убиты два председателя отделов.
Эсерами были убиты такие видные черносотенцы, как Богданович и Луженовский.

## Ослабление и конец черносотенного движения

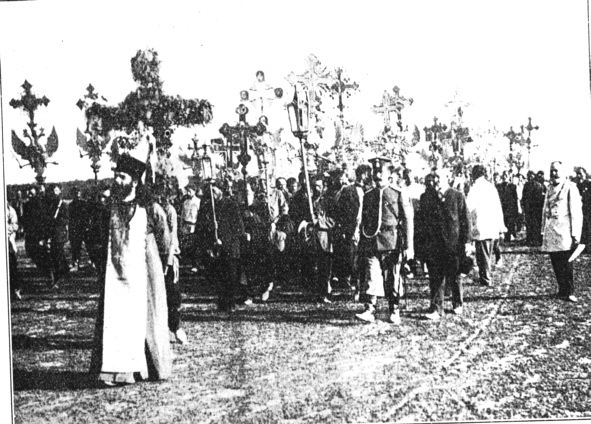
Демонстрация черносотенцев

Несмотря на массовую поддержку среди городских мещан и сочувствие русского православного духовенства и влиятельных аристократов, русское радикальное правое движение с самого своего появления на российской общественной сцене оставалось недоразвитым по следующим причинам:
- Черносотенное движение не сумело убедить российское общество в своей способности предложить положительную программу по тогдашним запросам к политической идеологии; объяснение всех проблем и бед общества подрывной деятельностью евреев казалось чрезмерно односторонним даже для тех, кто не симпатизировал евреям;
- Черносотенное движение не сумело предложить действенной альтернативы либеральным и революционным, радикально-левым идеям, завоевавшим широкие круги интеллигенции в России;
- Непрерывные расколы и внутренние распри в черносотенном движении, сопровождавшиеся многочисленными скандалами и взаимными обвинениями (в том числе, в тяжких уголовных преступлениях) подрывали общественное доверие к движению в целом; например, известнейший деятель правого движения Иоанн Восторгов обвинялся правыми же политическими конкурентами в отравлении правого политического деятеля П. А. Крушевана, убийстве собственной жены из желания стать архиереем, разворовывании сумм монархических организаций;
- Сформировалось устойчивое общественное мнение о том, что черносотенное движение тайно финансируется из секретных сумм Министерства внутренних дел, а все конфликты в движении имеют причиной борьбу отдельных лиц за доступ к этим суммам;
- Неблагоприятное воздействие на общественное мнение о черносотенцах оказало участие последних в убийствах депутатов Думы М. Я. Герценштейна и Г. Б. Иоллоса; а также выдвинутые бывшим премьер-министром графом С. Ю. Витте обвинения в попытке его убийства путём взрыва дома;
- Деятельность депутатов правой фракции в III Государственной думе, прежде всего В. М. Пуришкевича и Н. Е. Маркова 2-го, носила провокационный, эпатажный характер и сопровождалась многочисленными скандалами, не способствовавшими формированию уважения к данным политическим деятелям; деятельность А. Н. Хвостова в качестве министра внутренних дел закончилась громким скандалом, связанным с его предполагаемой попыткой организовать убийство Г. Е. Распутина и последующей быстрой отставкой.

Несмотря на определённые политические успехи, после Русской революции 1905 года черносотенное движение не смогло стать монолитной политической силой и найти союзников в многоэтническом, многоукладном российском обществе. Зато черносотенцы сумели настроить против себя не только влиятельные радикальные левые и либеральные центристские круги, но и часть своих потенциальных союзников среди сторонников идей российского имперского национализма.
Определённую конкуренцию с черносотенным движением составил Всероссийский национальный союз и связанная с ним фракция националистов в III Думе. В 1909 году произошло слияние фракции умеренно-правых с национальной фракцией. Новая русская национальная фракция (в просторечии «националисты»), в отличие от правых, сумели поставить себя таким образом, что их голоса совместно с октябристами образовывали проправительственное большинство Думы, в то время как в голосах правых правительство потребности не имело. Незначимость голосов своей фракции при голосовании правые депутаты компенсировали агрессивным, провокационным поведением, что ещё более превращало членов фракции в политических изгоев.
Выборы в IV Думу проходили в благоприятной для черносотенных движений обстановке: конкурирующие с ними националисты из-за личного конфликта лидеров фракции с премьер-министром В. Н. Коковцовым потеряли правительственную поддержку, и значительный административный ресурс на выборах был направлен на поддержку правых кандидатов. Однако, хотя численность фракции правых увеличилась до 65 депутатов (против 49-53 в III Думе), она снова не смогла занять значимую позицию в Думе. После формирования Прогрессивного блока, объединившего большинство Думы, значение правых в парламентской политике резко упало.
Напуганные радикальной риторикой и эпизодическим насилием черносотенцев, находившиеся у власти державники увидели в русском этническом национализме угрозу Российской державе. Некоторому ослаблению движения способствовала также Первая мировая война, на которую пошли добровольцами многие рядовые и активисты черносотенных организаций.
В Русской революции 1917 года черносотенное движение практически не играло роли; по существу произошла самоликвидация черносотенного движения. Временное правительство до такой степени не воспринимало черносотенцев как актуальных политических соперников, что не предприняло против них никаких существенных репрессий (в то время как бывшие правительственные деятели правого толка были незамедлительно арестованы).
После победы большевиков, видевших в русском этническом национализме одну из главных угроз создававшегося на основе пролетарского интернационализма советского строя, остатки актива черносотенного движения были уничтожены.
15 марта 1922 года в Шуе в результате столкновения нескольких тысяч верующих с силами властей погибли люди. Ленин в письме политбюро ЦК РКП(б) 19 марта 1922 году обвинил в организации шуйских беспорядков черносотенное духовенство и призвал расстрелять как можно больше черносотенцев. Однако следствие обнаружило среди участников беспорядков только одного члена Чёрной сотни.

## Современные черносотенцы
Взгляды таких членов СРН, как Н. Марков 2-й, повлияли на формирование в Европе фашизма, включая нацизм. С середины 1980-х годов в России идеи «Союза русского народа» начали открыто пропагандироваться такими черносотенными организациями, как общество «Память», «Отечество» и «Русское национальное единство». Около 40 изданий, включая журналы «Наш современник», «Молодая гвардия», выпуская статьи с восхвалением СРН, проводили активную антисемитскую пропаганду. Были переизданы антисемитские работы деятелей СРН П. Крушевана, Г. Бутми де Кацмана, А. Шмакова; неоднократно переиздавались «Протоколы сионских мудрецов». В начале октября 1993 года, после роспуска Верховного Совета, ряд газет и журналов черносотенной направленности, в том числе «День», были закрыты, но вскоре стали выпускаться снова, под новыми названиями. Для большого числа организаций антисемитизм стал единственной идеологической базой.

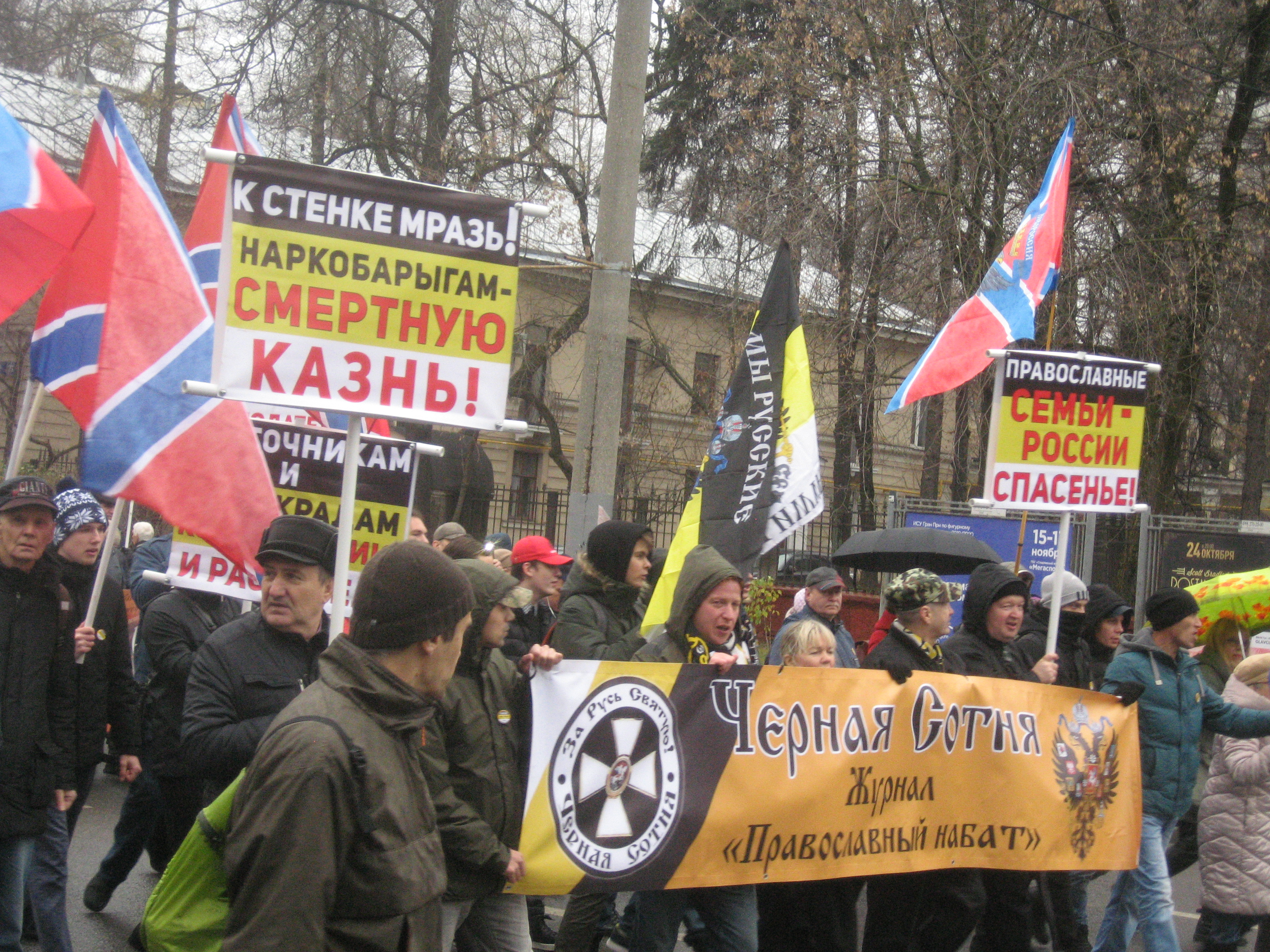
Баннер современной группы «Чёрная сотня» на «Русском марше» 2019 года в Москве

Возрождение черносотенного движения наблюдалось в конце и после Перестройки. Так, в 1992 году член общества «Память» Александр Штильмарк начал издавать газету «Чёрная сотня», тогда же его группа «Чёрная сотня» отделилась от общества «Память». С 2003 года «Православный набат» — главное издание черносотенного движения, возглавляемого Штильмарком.
К черносотенцам относится воссозданный в 2005 году «Союз русского народа», газета «Православная Русь», организации во главе с Михаилом Назаровым, основанная среди фанатов группы «Алиса» «Красно-чёрная сотня», а также множество мелких организаций.
После наступления «русской весны» ряд публицистов православно-патриотического круга, включая Константина Душенова, оставили беспокойства о последних судьбах мира, по их мнению, попавшего под власть антихриста. Их больше интересует идея империи и создание общественного устройства, где русские православные государственники будут иметь больше власти над своими идеологическими оппонентами и предполагаемыми этническими конкурентами в борьбе за ресурсы, утраченные в ходе событий 1991—1993 годов.

## Издания начала XX века
- Признаки чёрной сотни в Тюмени // Сибирский листок. № 84. 27 октября 1905 год. Тобольск
- Руководство черносотенца-монархиста. — М., 1906. — 16 с.
- Грингмут В. А. Руководство черносотенца-монархиста. Изд. 2-е. М., 1911.
- Майков А. А. Революционеры и черносотенцы. СПб., 1907.
- Образцов В. А. Доклад черносотенца о Государственной Думе 3-го созыва. Харьков, 1908.
- Соколовский С. А. «Революционеры» и «Чёрная сотня». Казань, 1906.
- Список отдельных патриотических организаций России. СПб., 1906.
- Третий Всероссийский съезд русских людей в Киеве. Киев, 1906.